# Пјеве ал Топо (Арецо)
Пјеве ал Топо је насеље у Италији у округу Арецо, региону Тоскана.
Према процени из 2011. у насељу је живело 1635 становника. Насеље се налази на надморској висини од 250 м.